# 사랑과 전쟁 (2013년 영화)
《사랑과 전쟁》(Love and Honor)은 미국에서 제작된 대니 무니 감독의 2013년 드라마, 멜로/로맨스, 전쟁 영화이다. 리암 헴스워스 등이 주연으로 출연하였고 칩 디긴스 등이 제작에 참여하였다.

## 출연

### 주연
- 리암 헴스워스
- 테레사 팔머
- 에이미 티가든
- 크리스 로웰
- 맥스 애들러

### 조연
- 오스틴 스토웰
- 로렌 매 샤퍼
- 고든 마이클스
- 앤드류 프레이
- 신디 추
- 줄리안 갠트

## 기타
- 미술: 에단 토브맨
- 의상: 카린 와그너
- 배역: 바바라 피오렌티노